# Interlands Haïtiaans voetbalelftal 2010-2019
Deze pagina toont een chronologisch en gedetailleerd overzicht van de interlands die het Haïtiaans voetbalelftal speelt en heeft gespeeld in de periode 2010 – 2019. In dit decennium nam Haïti deel aan twee edities van de CONCACAF Gold Cup; in 2015 werd de kwartfinale bereikt. Haïti trof in dit decennium drie nationaal elftallen die niet bij de wereldvoetbalbond FIFA zijn aangesloten, te weten Martinique, Frans-Guyana en Sint-Maarten; de wedstrijden tegen deze elftallen staan hieronder wel vermeld.

## Interlands

### 2010
|                                                               |            |       |       |                                                                            |
| 24 maart Vriendschappelijk № 394 «onderlinge duels» 20:00 uur | Martinique | 0 – 0 | Haïti | Stade Pierre-Aliker, Fort-de-France Scheidsrechter: Dominique Borius (MTQ) |
| 24 maart Vriendschappelijk № 394 «onderlinge duels» 20:00 uur |            |       |       | Stade Pierre-Aliker, Fort-de-France Scheidsrechter: Dominique Borius (MTQ) |

|                                                            |                                                                                     |       |       |                                                                                                   |
| 5 mei Vriendschappelijk № 395 «onderlinge duels» 20:00 uur | Argentinië                                                                          | 4 – 0 | Haïti | Estadio Coloso de Ruca Quimey, Cutral Có Toeschouwers: 16.500 Scheidsrechter: Enrique Osses (CHI) |
| 5 mei Vriendschappelijk № 395 «onderlinge duels» 20:00 uur | Facundo Bertoglio 34' Martín Palermo 43' Sebastián Blanco 52' Facundo Bertoglio 56' |       |       | Estadio Coloso de Ruca Quimey, Cutral Có Toeschouwers: 16.500 Scheidsrechter: Enrique Osses (CHI) |

|                                                                            |       |       |        |                                                                                       |
| 2 november Caribbean Cup 2010 Voorronde № 396 «onderlinge duels» 18:00 uur | Haïti | 0 – 0 | Guyana | Manny Ramjohn Stadium, Trinidad Toeschouwers: 880 Scheidsrechter: Trevor Taylor (BAR) |
| 2 november Caribbean Cup 2010 Voorronde № 396 «onderlinge duels» 18:00 uur |       |       |        | Manny Ramjohn Stadium, Trinidad Toeschouwers: 880 Scheidsrechter: Trevor Taylor (BAR) |

|                                                                            |                                |       |                                                           |                                                                                             |
| 4 november Caribbean Cup 2010 Voorronde № 397 «onderlinge duels» 18:00 uur | Saint Vincent en de Grenadines | 1 – 3 | Haïti                                                     | Manny Ramjohn Stadium, Trinidad Toeschouwers: 1.100 Scheidsrechter: Courtney Campbell (JAM) |
| 4 november Caribbean Cup 2010 Voorronde № 397 «onderlinge duels» 18:00 uur | Shandel Samuel 64'             |       | 45' Sony Nordé 62' Leonel Saint-Preux 83' Ricardo Charles | Manny Ramjohn Stadium, Trinidad Toeschouwers: 1.100 Scheidsrechter: Courtney Campbell (JAM) |

|                                                                            |                                                                            |       |       |                                                                                                  |
| 6 november Caribbean Cup 2010 Voorronde № 398 «onderlinge duels» 19:30 uur | Trinidad en Tobago                                                         | 4 – 0 | Haïti | Hasely Crawford Stadium, Port of Spain Toeschouwers: 850 Scheidsrechter: Courtney Campbell (JAM) |
| 6 november Caribbean Cup 2010 Voorronde № 398 «onderlinge duels» 19:30 uur | Hughtun Hector 4' Devorn Jorsling 8' Kerry Baptiste 29' Hughtun Hector 33' |       |       | Hasely Crawford Stadium, Port of Spain Toeschouwers: 850 Scheidsrechter: Courtney Campbell (JAM) |

|                                                                  |       |                     |       |                                                                                              |
| 18 november Vriendschappelijk № 399 «onderlinge duels» 18:00 uur | Qatar | 0 – 1               | Haïti | Khalifa International Stadium, Doha Toeschouwers: 3.500 Scheidsrechter: Marai Al-Awaji (KSA) |
| 18 november Vriendschappelijk № 399 «onderlinge duels» 18:00 uur |       | 52' Constant Monuma |       | Khalifa International Stadium, Doha Toeschouwers: 3.500 Scheidsrechter: Marai Al-Awaji (KSA) |

### 2011
|                                                                 |                   |       |       |                                                                                         |
| 9 februari Vriendschappelijk № 400 «onderlinge duels» 20:00 uur | El Salvador       | 1 – 0 | Haïti | Estadio Cuscatlán, San Salvador Toeschouwers: 15.000 Scheidsrechter: David España (GUA) |
| 9 februari Vriendschappelijk № 400 «onderlinge duels» 20:00 uur | Rafael Burgos 15' |       |       | Estadio Cuscatlán, San Salvador Toeschouwers: 15.000 Scheidsrechter: David España (GUA) |

|                                                                             | |       |                             |                                                                                         |
| 2 september Kwalificatie WK 2014 Groep F № 401 «onderlinge duels» 15:00 uur | Haïti | 6 – 0 | Amerikaanse Maagdeneilanden | Stade Sylvio Cator, Port-au-Prince Toeschouwers: 12.000 Scheidsrechter: Hugo Cruz (CRC) |
| 2 september Kwalificatie WK 2014 Groep F № 401 «onderlinge duels» 15:00 uur | James Marcelin 18' Jean-Eudes Maurice 27' Pierre-Louis Listner 44' Monuma Constant Jr. 61' Jean Alexandre 65' Jean Alexandre 78' |       |                             | Stade Sylvio Cator, Port-au-Prince Toeschouwers: 12.000 Scheidsrechter: Hugo Cruz (CRC) |

|                                                                             |                                        |       |                                                                                             |                                                                                         |
| 6 september Kwalificatie WK 2014 Groep F № 402 «onderlinge duels» 20:00 uur | Curaçao                                | 2 – 4 | Haïti                                                                                       | Ergilio Hatostadion, Willemstad Toeschouwers: 5.000 Scheidsrechter: Jeffrey Solís (CRC) |
| 6 september Kwalificatie WK 2014 Groep F № 402 «onderlinge duels» 20:00 uur | Orin de Waard 12' Angelo Zimmerman 43' |       | 37' Kevin Lafrance 58' James Marcelin 61' Wilde Donald Guerrier 75' (e.d.) Angelo Zimmerman | Ergilio Hatostadion, Willemstad Toeschouwers: 5.000 Scheidsrechter: Jeffrey Solís (CRC) |

|                                                                           |                             | |       |                                                                                             |
| 7 oktober Kwalificatie WK 2014 Groep F № 403 «onderlinge duels» 16:00 uur | Amerikaanse Maagdeneilanden | 0 – 7 | Haïti | Paul E. Josephstadion, Frederiksted Toeschouwers: 406 Scheidsrechter: Kenville Holder (CAY) |
| 7 oktober Kwalificatie WK 2014 Groep F № 403 «onderlinge duels» 16:00 uur |                             | 5' Jean-Eudes Maurice 11' Kim Jaggy 57' Kervens Belfort 64' Réginal Goreux 66' Jean-Eudes Maurice 74' Kervens Belfort 82' (pen.) Jean-Eudes Maurice |       | Paul E. Josephstadion, Frederiksted Toeschouwers: 406 Scheidsrechter: Kenville Holder (CAY) |

|                                                                            |                                                        |       |                                   |                                                                                           |
| 11 oktober Kwalificatie WK 2014 Groep F № 404 «onderlinge duels» 15:00 uur | Haïti                                                  | 2 – 2 | Curaçao                           | Sylvio Catorstadion, Port-au-Prince Toeschouwers: 7.800 Scheidsrechter: Leon Clarke (LCA) |
| 11 oktober Kwalificatie WK 2014 Groep F № 404 «onderlinge duels» 15:00 uur | Jean-Eudes Maurice 25' (pen.) Kervens Belfort Fils 60' |       | 7' Rocky Siberie 14' Sendley Bito | Sylvio Catorstadion, Port-au-Prince Toeschouwers: 7.800 Scheidsrechter: Leon Clarke (LCA) |

|                                                                             |                    |       |       |                                                                                            |
| 11 november Kwalificatie WK 2014 Groep F № 405 «onderlinge duels» 19:00 uur | Antigua en Barbuda | 1 – 0 | Haïti | Sir Vivian Richards Stadium, Antigua Toeschouwers: 8.000 Scheidsrechter: José Pineda (HON) |
| 11 november Kwalificatie WK 2014 Groep F № 405 «onderlinge duels» 19:00 uur | Kerry Skepple 81'  |       |       | Sir Vivian Richards Stadium, Antigua Toeschouwers: 8.000 Scheidsrechter: José Pineda (HON) |

|                                                                             |                                        |       |                     |                                                                                               |
| 15 november Kwalificatie WK 2014 Groep F № 406 «onderlinge duels» 15:00 uur | Haïti                                  | 2 – 1 | Antigua en Barbuda  | Stade Sylvio Cator, Port-au-Prince Toeschouwers: 3.000 Scheidsrechter: Baldomero Toledo (USA) |
| 15 november Kwalificatie WK 2014 Groep F № 406 «onderlinge duels» 15:00 uur | Judelin Aveska 60' Kervens Belfort 67' |       | 10' Tamarley Thomas | Stade Sylvio Cator, Port-au-Prince Toeschouwers: 3.000 Scheidsrechter: Baldomero Toledo (USA) |

### 2012
|                                                                             | |       |              |                                                                                              |
| 7 september Caribbean Cup 2012 Voorronde № 407 «onderlinge duels» 19:00 uur | Haïti | 7 – 0 | Sint-Maarten | Stade Sylvio Cator, Port-au-Prince Toeschouwers: 10.000 Scheidsrechter: Kevin Morrison (JAM) |
| 7 september Caribbean Cup 2012 Voorronde № 407 «onderlinge duels» 19:00 uur | Jean Philippe Peguero 5' Monuma Constant Jr. 24' Jean Philippe Peguero 41' Monuma Constant Jr. 42' Jean Philippe Peguero 45' Kevin Lafrance 70' Jean-Eudes Maurice 90' (pen.) |       |              | Stade Sylvio Cator, Port-au-Prince Toeschouwers: 10.000 Scheidsrechter: Kevin Morrison (JAM) |

|                                                                             |                                                                    |       |                    |                                                                                             |
| 9 september Caribbean Cup 2012 Voorronde № 408 «onderlinge duels» 19:00 uur | Haïti                                                              | 3 – 1 | Bermuda            | Stade Sylvio Cator, Port-au-Prince Toeschouwers: 10.500 Scheidsrechter: Adrian Skeete (BAR) |
| 9 september Caribbean Cup 2012 Voorronde № 408 «onderlinge duels» 19:00 uur | Olrish Saurel 30' Jean-Eudes Maurice 39' Jean Philippe Peguero 41' |       | 86' Antwan Russell | Stade Sylvio Cator, Port-au-Prince Toeschouwers: 10.500 Scheidsrechter: Adrian Skeete (BAR) |

|                                                                              |                                                  |       |                  |                                                                                              |
| 11 september Caribbean Cup 2012 Voorronde № 409 «onderlinge duels» 19:00 uur | Haïti                                            | 2 – 1 | Puerto Rico      | Stade Sylvio Cator, Port-au-Prince Toeschouwers: 12.000 Scheidsrechter: Kevin Morrison (JAM) |
| 11 september Caribbean Cup 2012 Voorronde № 409 «onderlinge duels» 19:00 uur | Jean Philippe Peguero 65' Jean-Eudes Maurice 67' |       | 73' Noah Delgado | Stade Sylvio Cator, Port-au-Prince Toeschouwers: 12.000 Scheidsrechter: Kevin Morrison (JAM) |

|                                                                   |                 |       |                                        |                          |
| 16 september Vriendschappelijk № 410 «onderlinge duels» 19:00 uur | Frans-Guyana    | 1 – 2 | Haïti                                  | Stade de Baduel, Cayenne |
| 16 september Vriendschappelijk № 410 «onderlinge duels» 19:00 uur | Gary Pigrée 85' |       | 27' Fritznel Louis 62' Walson Augustin | Stade de Baduel, Cayenne |

|                                                                            |                   |       |        |                                                                                                  |
| 14 november Caribbean Cup2012 Voorronde № 411 «onderlinge duels» 18:00 uur | Haïti             | 1 – 0 | Guyana | Grenada National Stadium, Saint George's Toeschouwers: 1.000 Scheidsrechter: Adrian Skeete (BAR) |
| 14 november Caribbean Cup2012 Voorronde № 411 «onderlinge duels» 18:00 uur | Olrish Saurel 47' |       |        | Grenada National Stadium, Saint George's Toeschouwers: 1.000 Scheidsrechter: Adrian Skeete (BAR) |

|                                                                             |                 |       |       |                                                                                              |
| 16 november Caribbean Cup 2012 Voorronde № 412 «onderlinge duels» 18:00 uur | Frans-Guyana    | 1 – 0 | Haïti | Grenada National Stadium, Saint George's Toeschouwers: 750 Scheidsrechter: Osiel Nuñez (CUB) |
| 16 november Caribbean Cup 2012 Voorronde № 412 «onderlinge duels» 18:00 uur | Gary Pigrée 55' |       |       | Grenada National Stadium, Saint George's Toeschouwers: 750 Scheidsrechter: Osiel Nuñez (CUB) |

|                                                                             |         |                                                  |       |                                                                                                |
| 18 november Caribbean Cup 2012 Voorronde № 413 «onderlinge duels» 20:00 uur | Grenada | 0 – 2                                            | Haïti | Grenada National Stadium, Saint George's Toeschouwers: 3.000 Scheidsrechter: Neal Brizan (TRI) |
| 18 november Caribbean Cup 2012 Voorronde № 413 «onderlinge duels» 20:00 uur |         | 36' Jean Sony Alcénat 58' (e.d.) Anthony Straker |       | Grenada National Stadium, Saint George's Toeschouwers: 3.000 Scheidsrechter: Neal Brizan (TRI) |

|                                                                          |       |       |                    |                                                                                                 |
| 7 december Caribbean Cup 2012 Groep A № 414 «onderlinge duels» 18:00 uur | Haïti | 0 – 0 | Trinidad en Tobago | Antigua Recreation Ground, Saint John's Toeschouwers: 150 Scheidsrechter: Valdin Legister (JAM) |
| 7 december Caribbean Cup 2012 Groep A № 414 «onderlinge duels» 18:00 uur |       |       |                    | Antigua Recreation Ground, Saint John's Toeschouwers: 150 Scheidsrechter: Valdin Legister (JAM) |

|                                                                          |                        |       |                                                  |                                                                                               |
| 9 december Caribbean Cup 2012 Groep A № 415 «onderlinge duels» 17:00 uur | Dominicaanse Republiek | 1 – 2 | Haïti                                            | Antigua Recreation Ground, Saint John's Toeschouwers: 800 Scheidsrechter: Elmer Bonilla (SLV) |
| 9 december Caribbean Cup 2012 Groep A № 415 «onderlinge duels» 17:00 uur | Kerbi Rodríguez 12'    |       | 10' Leonel Saint-Preux 39' Peguero Jean Philippe | Antigua Recreation Ground, Saint John's Toeschouwers: 800 Scheidsrechter: Elmer Bonilla (SLV) |

|                                                                           |                    |                           |       |                                                                                             |
| 11 december Caribbean Cup 2012 Groep A № 416 «onderlinge duels» 19:00 uur | Antigua en Barbuda | 0 – 1                     | Haïti | Antigua Recreation Ground, Saint John's Toeschouwers: 800 Scheidsrechter: Marcos Brea (CUB) |
| 11 december Caribbean Cup 2012 Groep A № 416 «onderlinge duels» 19:00 uur |                    | 19' Peguero Jean Philippe |       | Antigua Recreation Ground, Saint John's Toeschouwers: 800 Scheidsrechter: Marcos Brea (CUB) |

|                                                                                |       |                |      |                                                                                                   |
| 14 december Caribbean Cup 2012 Halve finale № 417 «onderlinge duels» 20:00 uur | Haïti | 0 – 1          | Cuba | Antigua Recreation Ground, Saint John's Toeschouwers: 200 Scheidsrechter: Enrico Wijngaarde (SUR) |
| 14 december Caribbean Cup 2012 Halve finale № 417 «onderlinge duels» 20:00 uur |       | 8' Yoel Colomé |      | Antigua Recreation Ground, Saint John's Toeschouwers: 200 Scheidsrechter: Enrico Wijngaarde (SUR) |

|                                                                                |                        |              |            |                                                                                                 |
| 16 december Caribbean Cup 2012 Troostfinale № 418 «onderlinge duels» 14:00 uur | Haïti                  | 1 – 0 (n.v.) | Martinique | Antigua Recreation Ground, Saint John's Toeschouwers: 100 Scheidsrechter: Wilson da Costa (BAS) |
| 16 december Caribbean Cup 2012 Troostfinale № 418 «onderlinge duels» 14:00 uur | Leonel Saint-Preux 94' |              |            | Antigua Recreation Ground, Saint John's Toeschouwers: 100 Scheidsrechter: Wilson da Costa (BAS) |

### 2013
|                                                                 |                                                         |       |       |                                                                                          |
| 19 januari Vriendschappelijk № 419 «onderlinge duels» 19:15 uur | Chili                                                   | 3 – 0 | Haïti | Estadio Municipal, Concepción Toeschouwers: 22.000 Scheidsrechter: Óscar Maldonado (BOL) |
| 19 januari Vriendschappelijk № 419 «onderlinge duels» 19:15 uur | Carlos Muñoz 49' José Fuenzalida 58' Patricio Rubio 76' |       |       | Estadio Municipal, Concepción Toeschouwers: 22.000 Scheidsrechter: Óscar Maldonado (BOL) |

|                                                                 |                                         |       |                    | |
| 6 februari Vriendschappelijk № 420 «onderlinge duels» 20:00 uur | Bolivia                                 | 2 – 1 | Haïti              | Estadio Ramón Aguilera Costas, Santa Cruz Toeschouwers: 8.000 Scheidsrechter: Ulises Mereles (PAR) |
| 6 februari Vriendschappelijk № 420 «onderlinge duels» 20:00 uur | Carlos Saucedo 33' Gualberto Mojica 57' |       | 1' Kervens Belfort | Estadio Ramón Aguilera Costas, Santa Cruz Toeschouwers: 8.000 Scheidsrechter: Ulises Mereles (PAR) |

|                                                               |                                                                            |       |       |                                                                      |
| 20 maart Vriendschappelijk № 421 «onderlinge duels» 15:00 uur | Oman                                                                       | 3 – 0 | Haïti | Sultan Qaboosstadion, Masqat Scheidsrechter: Saleh Al-Hathlool (KSA) |
| 20 maart Vriendschappelijk № 421 «onderlinge duels» 15:00 uur | Abdulaziz Al-Muqbali 20' Abdulaziz Al-Muqbali 30' Abdulaziz Al-Muqbali 32' |       |       | Sultan Qaboosstadion, Masqat Scheidsrechter: Saleh Al-Hathlool (KSA) |

|                                                               |                                                        |       |                           |                                                                                            |
| 24 maart Vriendschappelijk № 422 «onderlinge duels» 15:00 uur | Dominicaanse Republiek                                 | 3 – 1 | Haïti                     | Estadio Panamericano, San Cristóbal Toeschouwers: 1.000 Scheidsrechter: Juan Hidalgo (DOM) |
| 24 maart Vriendschappelijk № 422 «onderlinge duels» 15:00 uur | Kerbi Rodríguez 18' Jonathan Faña 45' Mariano Díaz 62' |       | 90' (pen.) Hérold Charles | Estadio Panamericano, San Cristóbal Toeschouwers: 1.000 Scheidsrechter: Juan Hidalgo (DOM) |

|                                                             |                    |       |                                    |                                                                                        |
| 8 juni Vriendschappelijk № 423 «onderlinge duels» 20:00 uur | Haïti              | 1 – 2 | Spanje                             | Sun Life Stadium, Miami Gardens Toeschouwers: 36.535 Scheidsrechter: Juan Guzman (USA) |
| 8 juni Vriendschappelijk № 423 «onderlinge duels» 20:00 uur | Wilde Guerrier 75' |       | 8' Santi Cazorla 19' Cesc Fábregas | Sun Life Stadium, Miami Gardens Toeschouwers: 36.535 Scheidsrechter: Juan Guzman (USA) |

|                                                              |                                                    |       |                                               |                                                                                                |
| 11 juni Vriendschappelijk № 424 «onderlinge duels» 20:45 uur | Haïti                                              | 2 – 2 | Italië                                        | Estádio do Maracanã, Rio de Janeiro Toeschouwers: 45.000 Scheidsrechter: Marcelo de Lima (BRA) |
| 11 juni Vriendschappelijk № 424 «onderlinge duels» 20:45 uur | Olrish Saurel 85' (pen.) Jean-Philippe Peguero 90' |       | 1' Emanuele Giaccherini 72' Claudio Marchisio | Estádio do Maracanã, Rio de Janeiro Toeschouwers: 45.000 Scheidsrechter: Marcelo de Lima (BRA) |

| CONCACAF Gold Cup |
| ----------------- |

|                                                                          |       |                                    |          |                                                                               |
| 8 juli CONCACAF Gold Cup 2013 Groep B № 425 «onderlinge duels» 21:30 uur | Haïti | 0 – 2                              | Honduras | Red Bull Arena, Harrison Toeschouwers: 20.000 Scheidsrechter: Hugo Cruz (CRC) |
| 8 juli CONCACAF Gold Cup 2013 Groep B № 425 «onderlinge duels» 21:30 uur |       | 4' Rony Martínez 77' Marvin Chavez |          | Red Bull Arena, Harrison Toeschouwers: 20.000 Scheidsrechter: Hugo Cruz (CRC) |

|                                                                           |                    |                                               |       |                                                                                 |
| 12 juli CONCACAF Gold Cup 2013 Groep B № 426 «onderlinge duels» 18:00 uur | Trinidad en Tobago | 0 – 2                                         | Haïti | Dolphin Stadium, Miami Toeschouwers: 28.713 Scheidsrechter: Jeffrey Solís (CRC) |
| 12 juli CONCACAF Gold Cup 2013 Groep B № 426 «onderlinge duels» 18:00 uur |                    | 16' Jean-Eudes Maurice 53' Jean-Eudes Maurice |       | Dolphin Stadium, Miami Toeschouwers: 28.713 Scheidsrechter: Jeffrey Solís (CRC) |

|                                                                           |                    |       |       |                                                                                        |
| 15 juli CONCACAF Gold Cup 2013 Groep B № 427 «onderlinge duels» 19:00 uur | El Salvador        | 1 – 0 | Haïti | BBVA Compass Stadium, Houston Toeschouwers: 21.783 Scheidsrechter: Javier Santos (PUR) |
| 15 juli CONCACAF Gold Cup 2013 Groep B № 427 «onderlinge duels» 19:00 uur | Rodolfo Zelaya 76' |       |       | BBVA Compass Stadium, Houston Toeschouwers: 21.783 Scheidsrechter: Javier Santos (PUR) |

|  |  |  |  |  |  |  |  |  |

|                                                                  |                                                                                    |       |                     |                                                                                           |
| 6 september Vriendschappelijk № 428 «onderlinge duels» 21:00 uur | Zuid-Korea                                                                         | 4 – 1 | Haïti               | Sungui Arena Park, Incheon Toeschouwers: 13.624 Scheidsrechter: Chaiya Alee Mahapab (THA) |
| 6 september Vriendschappelijk № 428 «onderlinge duels» 21:00 uur | Son Heung-min 21' Koo Ja-cheol 50' (pen.) Lee Keun-ho 59' (pen.) Son Heung-min 73' |       | 45' Kervens Belfort | Sungui Arena Park, Incheon Toeschouwers: 13.624 Scheidsrechter: Chaiya Alee Mahapab (THA) |

### 2014
|                                                              |        |       |       | |
| 5 maart Vriendschappelijk № 429 «onderlinge duels» 18:00 uur | Kosovo | 0 – 0 | Haïti | Stadiumi Olimpik Adem Jashari, Mitrovicë Toeschouwers: 17.000 Scheidsrechter: Stephan Klossner (SUI) |
| 5 maart Vriendschappelijk № 429 «onderlinge duels» 18:00 uur |        |       |       | Stadiumi Olimpik Adem Jashari, Mitrovicë Toeschouwers: 17.000 Scheidsrechter: Stephan Klossner (SUI) |

|                                                                  |       |                  |       |                                                                       |
| 9 september Vriendschappelijk № 430 «onderlinge duels» 19:00 uur | Haïti | 0 – 1            | Chili | Lockhart Stadium, Fort Lauderdale Scheidsrechter: Oscar Moncada (HON) |
| 9 september Vriendschappelijk № 430 «onderlinge duels» 19:00 uur |       | 20' Juan Delgado |       | Lockhart Stadium, Fort Lauderdale Scheidsrechter: Oscar Moncada (HON) |

|                                                                                        |                                        |       |                                          |                                                                        |
| 8 oktober Caribbean Cup 2014 kwalificatie Voorronde № 431 «onderlinge duels» 19:30 uur | Haïti                                  | 2 – 2 | Frans-Guyana                             | Stade Sylvio Cator, Port-au-Prince Scheidsrechter: Sandy Vásquez (DOM) |
| 8 oktober Caribbean Cup 2014 kwalificatie Voorronde № 431 «onderlinge duels» 19:30 uur | Jeff Louis 29' Jean Sony Alcénat 45+1' |       | 30' Mickaël Solvi 54' Jean-David Legrand | Stade Sylvio Cator, Port-au-Prince Scheidsrechter: Sandy Vásquez (DOM) |

|                                                                            |                                                                                         |       |                                          |                                                                           |
| 10 oktober Caribbean Cup 2014 Voorronde № 432 «onderlinge duels» 19:30 uur | Haïti                                                                                   | 4 – 2 | Barbados                                 | Stade Sylvio Cator, Port-au-Prince Scheidsrechter: William Anderson (PUR) |
| 10 oktober Caribbean Cup 2014 Voorronde № 432 «onderlinge duels» 19:30 uur | Kervens Belfort 3' Wilde-Donald Guerrier 27' Kervens Belfort 43' Jean Sony Guerrier 67' |       | 36' Mario Harte 45' (e.d.) Frantz Bertin | Stade Sylvio Cator, Port-au-Prince Scheidsrechter: William Anderson (PUR) |

|                                                                            |       |       |                      |                                                                           |
| 12 oktober Caribbean Cup 2014 Voorronde № 433 «onderlinge duels» 19:30 uur | Haïti | 0 – 0 | Saint Kitts en Nevis | Stade Sylvio Cator, Port-au-Prince Scheidsrechter: William Anderson (PUR) |
| 12 oktober Caribbean Cup 2014 Voorronde № 433 «onderlinge duels» 19:30 uur |       |       |                      | Stade Sylvio Cator, Port-au-Prince Scheidsrechter: William Anderson (PUR) |

|                                                                           |                                           |       |                                  |                                                                          |
| 12 november Caribbean Cup 2014 Groep B № 434 «onderlinge duels» 17:30 uur | Haïti                                     | 2 – 2 | Antigua en Barbuda               | Montego Bay Sports Complex, Montego Bay Scheidsrechter: Leo Clarke (LCA) |
| 12 november Caribbean Cup 2014 Groep B № 434 «onderlinge duels» 17:30 uur | Jean Sony Alcénat 23' Kervens Belfort 36' |       | 58' Myles Weston 60' Peter Byers | Montego Bay Sports Complex, Montego Bay Scheidsrechter: Leo Clarke (LCA) |

|                                                                           |            |                                                                   |       |                                                                             |
| 14 november Caribbean Cup 2014 Groep B № 435 «onderlinge duels» 17:30 uur | Martinique | 0 – 3                                                             | Haïti | Montego Bay Sports Complex, Montego Bay Scheidsrechter: Sherwin Moore (GUY) |
| 14 november Caribbean Cup 2014 Groep B № 435 «onderlinge duels» 17:30 uur |            | 52' Wilde-Donald Guerrier 63' Kervens Belfort 90' Kervens Belfort |       | Montego Bay Sports Complex, Montego Bay Scheidsrechter: Sherwin Moore (GUY) |

|                                                                           |                                       |       |       |                                                                            |
| 16 november Caribbean Cup 2014 Groep B № 436 «onderlinge duels» 20:00 uur | Jamaica                               | 2 – 0 | Haïti | Montego Bay Sports Complex, Montego Bay Scheidsrechter: Joel Aguilar (SLV) |
| 16 november Caribbean Cup 2014 Groep B № 436 «onderlinge duels» 20:00 uur | Simon Dawkins 13' Darren Mattocks 20' |       |       | Montego Bay Sports Complex, Montego Bay Scheidsrechter: Joel Aguilar (SLV) |

|                                                                                |                    |       |                                              |                                                                                     |
| 18 november Caribbean Cup 2014 Troostfinale № 437 «onderlinge duels» 17:00 uur | Cuba               | 1 – 2 | Haïti                                        | Montego Bay Sports Complex, Montego Bay Scheidsrechter: Roberto García Orozco (MEX) |
| 18 november Caribbean Cup 2014 Troostfinale № 437 «onderlinge duels» 17:00 uur | Ariel Martínez 89' |       | 56' Mechack Jérôme 86' Wilde-Donald Guerrier | Montego Bay Sports Complex, Montego Bay Scheidsrechter: Roberto García Orozco (MEX) |

### 2015
|                                                               |                          |       |                                   |                                                                                |
| 27 maart Vriendschappelijk № 438 «onderlinge duels» 18:30 uur | China                    | 2 – 2 | Haïti                             | Helongstadion, Changsha Toeschouwers: 25.533 Scheidsrechter: Sun Luk Kin (HKG) |
| 27 maart Vriendschappelijk № 438 «onderlinge duels» 18:30 uur | Yang Xu 58' Yu Dabao 81' |       | 34' Jeff Louis 73' Wilde Guerrier | Helongstadion, Changsha Toeschouwers: 25.533 Scheidsrechter: Sun Luk Kin (HKG) |

| CONCACAF Gold Cup 2015 |
| ---------------------- |

|                                                                          |                      |       |                   |                                                                                  |
| 7 juli CONCACAF Gold Cup 2015 Groep A № 439 «onderlinge duels» 19:00 uur | Panama               | 1 – 1 | Haïti             | Toyota Stadium, Frisco Toeschouwers: 22.357 Scheidsrechter: Henry Bejarano (CRC) |
| 7 juli CONCACAF Gold Cup 2015 Groep A № 439 «onderlinge duels» 19:00 uur | Alberto Quintero 56' |       | 86' Duckens Nazon | Toyota Stadium, Frisco Toeschouwers: 22.357 Scheidsrechter: Henry Bejarano (CRC) |

|                                                                           |                   |       |       |                                                                                         |
| 10 juli CONCACAF Gold Cup 2015 Groep A № 440 «onderlinge duels» 20:30 uur | Verenigde Staten  | 1 – 0 | Haïti | Gillette Stadium, Foxborough Toeschouwers: 46.720 Scheidsrechter: Ricardo Montero (CRC) |
| 10 juli CONCACAF Gold Cup 2015 Groep A № 440 «onderlinge duels» 20:30 uur | Clint Dempsey 47' |       |       | Gillette Stadium, Foxborough Toeschouwers: 46.720 Scheidsrechter: Ricardo Montero (CRC) |

|                                                                           |                   |       |          |                                                                                    |
| 13 juli CONCACAF Gold Cup 2015 Groep A № 441 «onderlinge duels» 19:00 uur | Haïti             | 1 – 0 | Honduras | Sporting Park, Kansas City Toeschouwers: 18.467 Scheidsrechter: Joel Aguilar (SLV) |
| 13 juli CONCACAF Gold Cup 2015 Groep A № 441 «onderlinge duels» 19:00 uur | Duckens Nazon 13' |       |          | Sporting Park, Kansas City Toeschouwers: 18.467 Scheidsrechter: Joel Aguilar (SLV) |

|                                                                               |       |                 |         |                                                                                               |
| 18 juli CONCACAF Gold Cup 2015 Kwartfinale № 442 «onderlinge duels» 20:00 uur | Haïti | 0 – 1           | Jamaica | M&T Bank Stadium, Baltimore Toeschouwers: 37.994 Scheidsrechter: César Ramos Palazuelos (MEX) |
| 18 juli CONCACAF Gold Cup 2015 Kwartfinale № 442 «onderlinge duels» 20:00 uur |       | 7' Giles Barnes |         | M&T Bank Stadium, Baltimore Toeschouwers: 37.994 Scheidsrechter: César Ramos Palazuelos (MEX) |

|  |  |  |  |  |  |  |  |  |

|                                                                                 |                            |       |                                                             |                                                                                         |
| 4 september Kwalificatie WK 2018 Derde ronde № 443 «onderlinge duels» 16:21 uur | Grenada                    | 1 – 3 | Haïti                                                       | Queen's Park, Saint George's Toeschouwers: 5.100 Scheidsrechter: Héctor Rodríguez (HON) |
| 4 september Kwalificatie WK 2018 Derde ronde № 443 «onderlinge duels» 16:21 uur | Anthony Straker 33' (pen.) |       | 27' Jean-Eudes Maurice 38' Mechack Jérôme 56' Duckens Nazon | Queen's Park, Saint George's Toeschouwers: 5.100 Scheidsrechter: Héctor Rodríguez (HON) |

|                                                                                 |                                                                 |       |         |                                                                                            |
| 8 september Kwalificatie WK 2018 Derde ronde № 444 «onderlinge duels» 19:00 uur | Haïti                                                           | 3 – 0 | Grenada | Stade Sylvio Cator, Port-au-Prince Toeschouwers: 13.764 Scheidsrechter: David Gantar (CAN) |
| 8 september Kwalificatie WK 2018 Derde ronde № 444 «onderlinge duels» 19:00 uur | Wilde-Donald Guerrier 26' Duckens Nazon 38' Kervens Belfort 50' |       |         | Stade Sylvio Cator, Port-au-Prince Toeschouwers: 13.764 Scheidsrechter: David Gantar (CAN) |

|                                                                |                  |       |                                                          |                                                                     |
| 9 oktober Vriendschappelijk № 445 «onderlinge duels» 20:00 uur | El Salvador      | 1 – 3 | Haïti                                                    | BBVA Compass Stadium, Houston Scheidsrechter: Ricardo Salazar (USA) |
| 9 oktober Vriendschappelijk № 445 «onderlinge duels» 20:00 uur | Pablo Punyed 40' |       | 14' James Marcelin 18' Shelby Printemps 23' Jean Maurice | BBVA Compass Stadium, Houston Scheidsrechter: Ricardo Salazar (USA) |

|                                                                             |                     |       |       |                                                                                      |
| 13 november Kwalificatie WK 2018 Groep B № 446 «onderlinge duels» 20:00 uur | Costa Rica          | 1 – 0 | Haïti | Estadio Nacional, San José Toeschouwers: 34.886 Scheidsrechter: Yadel Martínez (CUB) |
| 13 november Kwalificatie WK 2018 Groep B № 446 «onderlinge duels» 20:00 uur | Cristian Gamboa 29' |       |       | Estadio Nacional, San José Toeschouwers: 34.886 Scheidsrechter: Yadel Martínez (CUB) |

|                                                                             |       |                       |         |                                                                                              |
| 17 november Kwalificatie WK 2018 Groep B № 447 «onderlinge duels» 19:00 uur | Haïti | 0 – 1                 | Jamaica | Sylvio Catorstadion, Port-au-Prince Toeschouwers: 12.155 Scheidsrechter: Javier Santos (PUR) |
| 17 november Kwalificatie WK 2018 Groep B № 447 «onderlinge duels» 19:00 uur |       | 62' Clayton Donaldson |         | Sylvio Catorstadion, Port-au-Prince Toeschouwers: 12.155 Scheidsrechter: Javier Santos (PUR) |

### 2016
|                                                                               |                    |                    |       |                                                                          |
| 8 januari Copa América Centenario Play-off № 448 «onderlinge duels» 17:30 uur | Trinidad en Tobago | 0 – 1              | Haïti | Estadio Rommel Fernández, Panama-Stad Scheidsrechter: David Gantar (CAN) |
| 8 januari Copa América Centenario Play-off № 448 «onderlinge duels» 17:30 uur |                    | 86' Pascal Millien |       | Estadio Rommel Fernández, Panama-Stad Scheidsrechter: David Gantar (CAN) |

|                                                                          |       |       |        |                                                                                            |
| 25 maart Kwalificatie WK 2018 Groep B № 449 «onderlinge duels» 19:00 uur | Haïti | 0 – 0 | Panama | Sylvio Catorstadion, Port-au-Prince Toeschouwers: 11.410 Scheidsrechter: Oscar Reyna (GUA) |
| 25 maart Kwalificatie WK 2018 Groep B № 449 «onderlinge duels» 19:00 uur |       |       |        | Sylvio Catorstadion, Port-au-Prince Toeschouwers: 11.410 Scheidsrechter: Oscar Reyna (GUA) |

|                                                                          |                  |       |       |                                                                                                |
| 29 maart Kwalificatie WK 2018 Groep B № 450 «onderlinge duels» 20:30 uur | Panama           | 1 – 0 | Haïti | Estadio Rommel Fernández, Panama-Stad Toeschouwers: 13.082 Scheidsrechter: Óscar Moncada (HON) |
| 29 maart Kwalificatie WK 2018 Groep B № 450 «onderlinge duels» 20:30 uur | Felipe Baloy 81' |       |       | Estadio Rommel Fernández, Panama-Stad Toeschouwers: 13.082 Scheidsrechter: Óscar Moncada (HON) |

|                                                             |                                                       |       |                    |                                                                          |
| 29 mei Vriendschappelijk № 451 «onderlinge duels» 20:00 uur | Colombia                                              | 3 – 1 | Haïti              | Marlins Park, Miami Toeschouwers: 18.000 Scheidsrechter: Ted Unkel (USA) |
| 29 mei Vriendschappelijk № 451 «onderlinge duels» 20:00 uur | Dayro Moreno 13' Juan Cuadrado 54' Roger Martínez 72' |       | 35' Wilde Guerrier | Marlins Park, Miami Toeschouwers: 18.000 Scheidsrechter: Ted Unkel (USA) |

| Copa América Centenario |
| ----------------------- |

|                                                                           |       |                         |      |                                                                                      |
| 4 juni Copa América Centenario Groep B № 452 «onderlinge duels» 16:30 uur | Haïti | 0 – 1                   | Peru | CenturyLink Field, Seattle Toeschouwers: 20.190 Scheidsrechter: Julio Bascuñán (CHI) |
| 4 juni Copa América Centenario Groep B № 452 «onderlinge duels» 16:30 uur |       | 61' José Paolo Guerrero |      | CenturyLink Field, Seattle Toeschouwers: 20.190 Scheidsrechter: Julio Bascuñán (CHI) |

|                                                                           | |       |                    |                                                                             |
| 8 juni Copa América Centenario Groep B № 453 «onderlinge duels» 19:30 uur | Brazilië | 7 – 1 | Haïti              | Citrus Bowl, Orlando Toeschouwers: 28.241 Scheidsrechter: Mark Geiger (USA) |
| 8 juni Copa América Centenario Groep B № 453 «onderlinge duels» 19:30 uur | Philippe Coutinho 14' Philippe Coutinho 29' Renato Augusto 35' Gabriel Barbosa 59' Lucas Lima 67' Renato Augusto 86' Philippe Coutinho 90+2' |       | 70' James Marcelin | Citrus Bowl, Orlando Toeschouwers: 28.241 Scheidsrechter: Mark Geiger (USA) |

|                                                                            |                                                                                  |       |       |                                                                                         |
| 12 juni Copa América Centenario Groep B № 454 «onderlinge duels» 18:30 uur | Ecuador                                                                          | 4 – 0 | Haïti | MetLife Stadium, East Rutherford Toeschouwers: 50.976 Scheidsrechter: Gery Vargas (BOL) |
| 12 juni Copa América Centenario Groep B № 454 «onderlinge duels» 18:30 uur | Enner Valencia 11' Jaime Ayoví 20' Christian Noboa 57' Luis Antonio Valencia 78' |       |       | MetLife Stadium, East Rutherford Toeschouwers: 50.976 Scheidsrechter: Gery Vargas (BOL) |

|  |  |  |  |  |  |  |  |  |

|                                                                             |       |                      |            |                                                                                           |
| 2 september Kwalificatie WK 2018 Groep B № 455 «onderlinge duels» 20:00 uur | Haïti | 0 – 1                | Costa Rica | Stade Sylvio Cator, Port-au-Prince Toeschouwers: 3.200 Scheidsrechter: Marlon Mejia (SLV) |
| 2 september Kwalificatie WK 2018 Groep B № 455 «onderlinge duels» 20:00 uur |       | 72' Randall Azofeifa |            | Stade Sylvio Cator, Port-au-Prince Toeschouwers: 3.200 Scheidsrechter: Marlon Mejia (SLV) |

|                                                                             |         |                                      |       |                                                                                     |
| 6 september Kwalificatie WK 2018 Groep B № 456 «onderlinge duels» 20:30 uur | Jamaica | 0 – 2                                | Haïti | Independence Park, Kingston Toeschouwers: 3.500 Scheidsrechter: Adrian Skeete (BAR) |
| 6 september Kwalificatie WK 2018 Groep B № 456 «onderlinge duels» 20:30 uur |         | 68' Kevin Lafrance 88' Duckens Nazon |       | Independence Park, Kingston Toeschouwers: 3.500 Scheidsrechter: Adrian Skeete (BAR) |

|                                                                            |                                            |       |                                                                                              |                                                                        |
| 9 november Caribbean Cup 2017 Voorronde № 457 «onderlinge duels» 20:00 uur | Haïti                                      | 2 – 5 | Frans-Guyana                                                                                 | Stade Sylvio Cator, Port-au-Prince Scheidsrechter: Sandy Vásquez (DOM) |
| 9 november Caribbean Cup 2017 Voorronde № 457 «onderlinge duels» 20:00 uur | Mechack Jérôme 4' (pen.) Duckens Nazon 27' |       | 38' Sloan Privat 58' Sloan Privat 64' (pen.) Sloan Privat 67' Rhudy Evens 90+1' Ludovic Baal | Stade Sylvio Cator, Port-au-Prince Scheidsrechter: Sandy Vásquez (DOM) |

|                                                                             |                      |                                               |       |                                                                        |
| 13 november Caribbean Cup 2017 Voorronde № 458 «onderlinge duels» 20:00 uur | Saint Kitts en Nevis | 0 – 2 (n.v.)                                  | Haïti | Warner Park Stadium, Basseterre Scheidsrechter: Johannes Dolaini (SUR) |
| 13 november Caribbean Cup 2017 Voorronde № 458 «onderlinge duels» 20:00 uur |                      | 102' Wilde-Donald Guerrier 119' Duckens Nazon |       | Warner Park Stadium, Basseterre Scheidsrechter: Johannes Dolaini (SUR) |

### 2017
|                                                                           |                                        |       |                                                                                              |                                                                              |
| 6 januari Caribbean Cup 2017 Voorronde № 459 «onderlinge duels» 19:00 uur | Suriname                               | 2 – 4 | Haïti                                                                                        | Ato Boldonstadion, Couva Scheidsrechter: Michel Raynel Rodríguez Roque (CUB) |
| 6 januari Caribbean Cup 2017 Voorronde № 459 «onderlinge duels» 19:00 uur | Dimitrie Apai 87' Sergino Eduard 90+1' |       | 25' Charles Hérold Jr. 42' Andrew Jean-Baptiste 48' Jonel Désiré 80' (e.d.) Gillermo Faerber | Ato Boldonstadion, Couva Scheidsrechter: Michel Raynel Rodríguez Roque (CUB) |

|                                                                           |                                                                                        |              |                                                                   |                                                                 |
| 8 januari Caribbean Cup 2017 Voorronde № 460 «onderlinge duels» 17:00 uur | Haïti                                                                                  | 4 – 3 (n.v.) | Trinidad en Tobago                                                | Ato Boldonstadion, Couva Scheidsrechter: Ricangel de Leça (ARU) |
| 8 januari Caribbean Cup 2017 Voorronde № 460 «onderlinge duels» 17:00 uur | Derrick Etienne 20' Kervens Belfort 39' Kervens Belfort 111' Andrew Jean-Baptiste 117' |              | 1' Shadon Winchester 25' Shadon Winchester 113' Shadon Winchester | Ato Boldonstadion, Couva Scheidsrechter: Ricangel de Leça (ARU) |

|                                                                        |                                                  |       |                      |                                                                        |
| 24 maart Kwalificatie Gold Cup 2017 № 461 «onderlinge duels» 19:00 uur | Haïti                                            | 3 – 1 | Nicaragua            | Sylvio Catorstadion, Port-au-Prince Scheidsrechter: Drew Fischer (CAN) |
| 24 maart Kwalificatie Gold Cup 2017 № 461 «onderlinge duels» 19:00 uur | Jeff Louis 18' Wilde Guerrier 39' Jeff Louis 55' |       | 87' Carlos Chavarria | Sylvio Catorstadion, Port-au-Prince Scheidsrechter: Drew Fischer (CAN) |

|                                                                        |                                                           |       |       |                                                                      |
| 28 maart Kwalificatie Gold Cup 2017 № 462 «onderlinge duels» 19:00 uur | Nicaragua                                                 | 3 – 0 | Haïti | Estadio Nacional, Managua Scheidsrechter: Jorge Rojas Castillo (MEX) |
| 28 maart Kwalificatie Gold Cup 2017 № 462 «onderlinge duels» 19:00 uur | Juan Barrera 82' (pen.) Juan Barrera 86' Juan Barrera 88' |       |       | Estadio Nacional, Managua Scheidsrechter: Jorge Rojas Castillo (MEX) |

|                                                                 |                                                    |       |                                                        |                                                                                 |
| 10 oktober Vriendschappelijk № 463 «onderlinge duels» 18:30 uur | Japan                                              | 3 – 3 | Haïti                                                  | Nissan Stadion, Yokohama Toeschouwers: 47.420 Scheidsrechter: Peter Green (AUS) |
| 10 oktober Vriendschappelijk № 463 «onderlinge duels» 18:30 uur | Shu Kurata 7' Kenyu Sugimoto 17' Shinji Kagawa 90' |       | 28' Kevin Lafrance 53' Duckens Nazon 78' Duckens Nazon | Nissan Stadion, Yokohama Toeschouwers: 47.420 Scheidsrechter: Peter Green (AUS) |

|                                                                  |                              |                   |       |                                                                                  |
| 10 november Vriendschappelijk № 464 «onderlinge duels» 15:00 uur | Verenigde Arabische Emiraten | 0 – 1             | Haïti | Sheikh Kalifastadion, Al Ain Toeschouwers: 200 Scheidsrechter: Ahmad Salem (UAE) |
| 10 november Vriendschappelijk № 464 «onderlinge duels» 15:00 uur |                              | 25' Duckens Nazon |       | Sheikh Kalifastadion, Al Ain Toeschouwers: 200 Scheidsrechter: Ahmad Salem (UAE) |

### 2018
|                                                             |                                                                             |       |       | |
| 29 mei Vriendschappelijk № 465 «onderlinge duels» 20:00 uur | Argentinië                                                                  | 4 – 0 | Haïti | Estadio Alberto J. Armando, Buenos Aires Toeschouwers: 40.000 Scheidsrechter: Arnaldo Ariel Samaniego (PAR) |
| 29 mei Vriendschappelijk № 465 «onderlinge duels» 20:00 uur | Lionel Messi 17' (pen.) Lionel Messi 58' Lionel Messi 66' Sergio Agüero 69' |       |       | Estadio Alberto J. Armando, Buenos Aires Toeschouwers: 40.000 Scheidsrechter: Arnaldo Ariel Samaniego (PAR) |

FHF · A-internationals · Selecties · Bondscoaches · Haïtiaans vrouwenelftal ·  Haïti U21 · Haïti U20 · Haïti U19 · Haïti U18 · Haïti U17
1925 ·
1926 ·
1927–1931 · 
1932 ·
1933 · 
1934 ·
1935–1937 · 
1938 ·
1939 ·
1940–1943 · 
1944 ·
1945–1947 · 
1948 ·
1949 ·
1950 ·
1951 ·
1952 ·
1953 ·
1954 ·
1955 · 
1956 ·
1957 ·
1958 ·
1959 ·
1960 · 
1961 ·
1962 ·
1963 ·
1964 ·
1965 ·
1966 ·
1967 ·
1968 ·
1969 ·
1970 · 
1971 ·
1972 ·
1973 ·
1974 ·
1975 ·
1976 ·
1977 ·
1978 ·
1979 ·
1980 ·
1981 ·
1982 · 
1983 ·
1984 ·
1985 ·
1986–1988 · 
1989 ·
1990 · 
1991 ·
1992 ·
1993 · 
1994 ·
1995 · 
1996 ·
1997 ·
1998 ·
1999 ·
2000 ·
2001 ·
2002 ·
2003 ·
2004 ·
2005 ·
2006 ·
2007 ·
2008 ·
2009 ·
2010 ·
2011 ·
2012 ·
2013 ·
2014 ·
2015 ·
2016 ·
2017 ·
2018 ·
2019 ·
2020 ·
2021 ·
2022 ·
2023 ·
2024
Amerikaanse Maagdeneilanden ·
Antigua en Barbuda ·
Argentinië ·
Aruba ·
Bahama's ·
Bahrein ·
Barbados ·
Belize ·
Bermuda ·
Bolivia ·
Brazilië ·
Britse Maagdeneilanden ·
Canada ·
Chili ·
China ·
Colombia ·
Costa Rica ·
Cuba ·
Curaçao ·
Dominica ·
Dominicaanse Republiek ·
Ecuador ·
El Salvador ·
Grenada ·
Guatemala ·
Guyana ·
Honduras ·
Italië ·
Jamaica ·
Japan ·
Jordanië ·
Kaaimaneilanden ·
Kosovo ·
Mexico ·
Montserrat ·
Nederlandse Antillen ·
Nicaragua ·
Oman ·
Panama ·
Peru ·
Polen ·
Puerto Rico ·
Qatar ·
Saint Kitts en Nevis ·
Saint Lucia ·
Saint Vincent en de Grenadines ·
Spanje ·
Suriname ·
Syrië ·
Trinidad en Tobago ·
Turks- en Caicoseilanden ·
Uruguay ·
Venezuela ·
Verenigde Arabische Emiraten ·
Verenigde Staten ·
Zuid-Korea
AFC-zone: Afghanistan · Australië · Bahrein · Bangladesh · Bhutan · Brunei · Cambodja · China · Chinees Taipei · Filipijnen · Guam · Hongkong · India · Indonesië · Iran · Irak · Japan · Jemen · Jordanië · Koeweit · Kirgizië · Laos · Libanon · Macau · Maleisië · Maldiven · Mongolië · Myanmar · Nepal · Noord-Korea · Oezbekistan · Oman · Oost-Timor · Pakistan · Palestina · Qatar · Saoedi-Arabië · Singapore · Sri Lanka · Syrië · Tadjikistan · Thailand · Turkmenistan · Verenigde Arabische Emiraten · Vietnam · Zuid-Korea

CAF-zone: Algerije · Angola · Benin · Botswana · Burkina Faso · Burundi · Centraal-Afrikaanse Republiek · Comoren · Congo-Brazzaville · Congo-Kinshasa · Djibouti · Egypte · Equatoriaal-Guinea · Eritrea · Ethiopië · Gabon · Gambia · Ghana · Guinee · Guinee-Bissau · Ivoorkust · Kaapverdië · Kameroen · Kenia · Lesotho · Liberia · Libië · Madagaskar · Malawi · Mali · Mauritanië · Mauritius · Marokko · Mozambique · Namibië · Niger · Nigeria · Oeganda · Rwanda · Sao Tomé en Principe · Senegal · Seychellen · Sierra Leone · Soedan · Somalië · Swaziland · Tanzania · Togo · Tsjaad · Tunesië · Zambia · Zimbabwe · Zuid-Afrika · Zuid-Soedan 

CONCACAF-zone: Amerikaanse Maagdeneilanden · Anguilla · Antigua en Barbuda · Aruba · Bahama's · Barbados · Belize · Bermuda · Britse Maagdeneilanden · Canada · Kaaimaneilanden · Costa Rica · Cuba · Curaçao · Dominica · Dominicaanse Republiek · El Salvador · Frans Guyana · Grenada · Guadeloupe · Guatemala · Guyana · Haïti · Honduras · Jamaica · Martinique · Mexico · Montserrat · 
Nicaragua · Panama · Puerto Rico · Saint Kitts en Nevis · Saint Lucia · Saint Vincent en de Grenadines · Sint Maarten · Suriname · Trinidad en Tobago · Turks- en Caicoseilanden · Verenigde Staten

CONMEBOL-zone: Argentinië · Bolivia · Brazilië · Chili · Colombia · Ecuador · Paraguay · Peru · Uruguay · Venezuela

OFC-zone: Amerikaans-Samoa · Cookeilanden · Fiji · Nieuw-Caledonië · Nieuw-Zeeland · Papoea-Nieuw-Guinea · Samoa · Salomoneilanden · Tahiti · Tonga · Vanuatu

UEFA-zone: Albanië · Andorra · Armenië · Azerbeidzjan · België · Bosnië en Herzegovina · Bulgarije · Cyprus · Denemarken · Duitsland · Engeland · Estland · Faeröer · Finland · Frankrijk · Georgië · Gibraltar · Griekenland · Hongarije · IJsland · Ierland · Israël · Italië · Kazachstan · Kosovo · Kroatië · Letland · Liechtenstein · Litouwen · Luxemburg · Macedonië · Malta · Moldavië · Montenegro · Nederland · Noord-Ierland · Noorwegen · Oekraïne · Oostenrijk · Polen · Portugal · Roemenië · Rusland · San Marino · Schotland · Servië · Slovenië · Slowakije · Spanje · Tsjechië · Turkije · Wales · Wit-Rusland · Zweden · Zwitserland